# 眼咽頭型筋ジストロフィー
眼咽頭型筋ジストロフィー（がんいんとうがたきんジストロフィー、英: oculopharyngeal muscular dystrophy、略称: OPMD）は稀なタイプの筋ジストロフィーであり、一般的に症状は40–50歳ごろからみられる。常染色体優性または常染色体劣性形式で遺伝する神経・筋疾患であり、常染色体優性遺伝が最も一般的である。この場合、患者の細胞には少なくとも1コピーの変異遺伝子が存在し、患者の子供は50%の確率で変異遺伝子を受け継ぎ、発症する可能性がある。PABPN1遺伝子のコーディング領域の5'末端にはGCGトリヌクレオチドリピートが存在し、このリピートの拡大が常染色体優性型OPMDの発症につながる。一方頻度は低いものの、OPMDは常染色体劣性形式で遺伝する場合もあり、その場合は各細胞には変異遺伝子が2コピー存在する。患者の両親は共に保因者であるが、通常はいかなる徴候や症状もみられない。

## 徴候と症状
OPMDの徴候や症状には次のようなものがある。
- 眼瞼下垂
- 外眼筋の筋力低下
- 嚥下障害
- 誤嚥性肺炎（合併症）
- 近位筋の筋力低下

こうした徴候や症状が最も一般的であるが、稀に末梢神経系の有髄線維が著しく減少するケースがある。
ホモ接合型の場合、筋ジストロフィーは重篤であり、より早期に出現する。

## 遺伝学

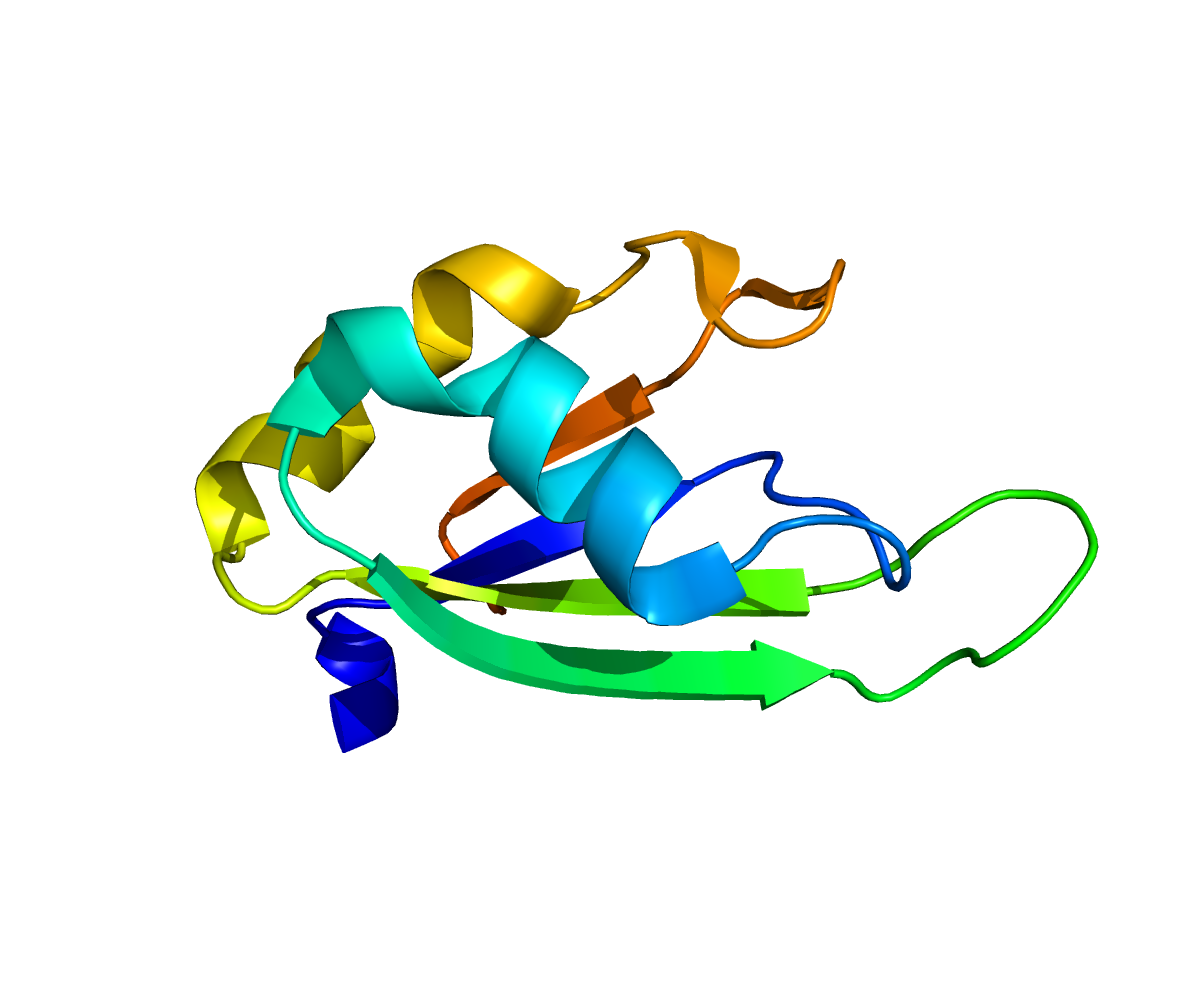
PABPN1

OPMDの遺伝学は、PABPN1遺伝子が中心となる。PABPN1遺伝子のコーディング領域の5'末端には野生型では6つのGCGリピートが存在するが（(GCG)6）、このリピートが拡大する変異によってPABPN1タンパク質に余分なアラニン残基が含まれることとなり、このことが筋ジストロフィーの身体的症状となって表出する。
PABPN1遺伝子の変異によるリピートの拡大によって、ポリアデニル化されたRNAが関わる細胞内機構が妨げられることとなる。OPMDの大部分の症例では、常染色体優性型の遺伝形式となる。
OPMDと関係するアレルには次のようなものがある。
- PABPN1, (GCG)n EXPANSION, (GCG)8-13: 症例の大部分を占める。リピートが8～13個に拡大する。
- PABPN1, (GCG)n EXPANSION, (GCG)7: リピートが7個。集団の2%にみられ、ホモ接合型がOPMDの原因となる。
- PABPN1, GLY12ALA: アミノ酸置換によってアラニン残基が増える。

## 診断
OPMDの診断は筋生検もしくは採血によるPABPN1遺伝子の遺伝子診断によるGCGリピート拡大の検査によって行われるが、遺伝子診断が一般的である。さらに鑑別診断という点では、重症筋無力症やミトコンドリアミオパチーとの鑑別が必要である。

## 治療
現在のところ、症状を消失させたり疾患の進行を止めたりする特異的な治療法は存在しない。軽度の嚥下障害の症状には、栄養士の助言による適切な食事や言語聴覚士の指導による運動が助けとなる。眼瞼下垂や嚥下障害に関する症状の一時的な管理には、外科手術も助けとなる。輪状咽頭筋切断術と呼ばれる、のどの筋肉の1つの内部を切断する手術は、より重症例の症状を緩和する手法の1つである。しかしながら大部分の患者にとって、こうした治療から得られるベネフィットは一時的なものに過ぎず、外科的処置と同様、多くのリスク因子を伴う。近位筋の筋力低下に対処するための治療法は現在のところ存在しない。こうした症状がみられる患者の多くでは、最終的には杖や装具、車椅子などの補助具が必要となる。患者の嚥下障害がより重篤なものとなると、栄養失調、体重の大幅な低下、脱水状態となり、誤嚥性肺炎を繰り返すようになる。脱水と誤嚥性肺炎は患者の死因となることが多い。

## 関連文献
- Raz, Yotam; Raz, Vered (2014-01-01). “Oculopharyngeal muscular dystrophy as a paradigm for muscle aging”. Frontiers in Aging Neuroscience 6:  317. doi:10.3389/fnagi.2014.00317. PMC 4226162. PMID 25426070.
- Hill, M. E.; Creed, G. A.; McMullan, T. F. W.; Tyers, A. G.; Hilton-Jones, D.; Robinson, D. O.; Hammans, S. R. (1 March 2001). “Oculopharyngeal muscular dystrophy” (英語). Brain 124 (3):  522–526. doi:10.1093/brain/124.3.522. ISSN 0006-8950. PMID 11222452.
- Gómez-Torres, Antonio; Abrante Jiménez, Antonio; Rivas Infante, Eloy; Menoyo Bueno, Alicia; Tirado Zamora, Isabel; Esteban Ortega, Francisco (November 2012). “Cricopharyngeal Myotomy in the Treatment of Oculopharyngeal Muscular Dystrophy” (英語). Acta Otorrinolaringologica (English Edition) 63 (6):  465–469. doi:10.1016/j.otoeng.2012.11.009. ISSN 2173-5735. PMID 22898142.